# Озазио
Озазио (итал. Osasio) је насеље у Италији у округу Торино, региону Пијемонт.
Према процени из 2011. у насељу је живело 856 становника. Насеље се налази на надморској висини од 244 м.

## Становништво
Према резултатима пописа становништва 2011. у општини је живело 913 становника.
| 1931. | 1936. | 1951. | 1961. | 1971. | 1981. | 1991. | 2001. | 2011. |
| ----- | ----- | ----- | ----- | ----- | ----- | ----- | ----- | ----- |
| 846   | 850   | 784   | 602   | 538   | 568   | 593   | 738   | 913   |